# Hermanowa Wola
Hermanowa Wola (deutsch Hermanawolla, 1928 bis 1945 Hermannshorst) ist eine kleine Siedlung (polnisch osada) in der polnischen Woiwodschaft Ermland-Masuren und gehört zur Stadt- und Landgemeinde Ryn (Rhein) im Powiat Giżycki (Kreis Lötzen).

## Geographische Lage
Hermanowa Wola liegt in der östlichen Mitte der Woiwodschaft Ermland-Masuren, 17 Kilometer südwestlich der Kreisstadt Giżycko (Lötzen) und zwei Kilometer östlich der Stadt Ryn (Rhein).

## Geschichte
Der bis 1929 Hermanawolla genannte kleine Gutsort wurde 1709 als Schatulldorf, bestehend hauptsächlich aus einem Krug, gegründet. Im Jahre 1785 wurde Hermannowolla als Schatullkrug mit zwei Feuerstellen, und 1818 als Hermano-Wolla und köllmisches Gut mit einer Feuerstelle bei acht Seelen genannt.
Als im Jahre 1874 der Amtsbezirk Lawken (polnisch Ławki) gebildet wurde, wurde Hermanawolla eingegliedert. Er bestand – 1938 in „Amtsbezirk Lauken“ umbenannt – bis 1945 und gehörte zum Kreis Lötzen im Regierungsbezirk Gumbinnen (1905 bis 1945: Regierungsbezirk Allenstein) in der preußischen Provinz Ostpreußen. Im Jahre 1910 zählte der Gutsbezirk Hermanawolla 30 Einwohner.
Aufgrund der Bestimmungen des Versailler Vertrags stimmte die Bevölkerung im Abstimmungsgebiet Allenstein, zu dem Hermanawolla gehörte, am 11. Juli 1920 über die weitere staatliche Zugehörigkeit zu Ostpreußen (und damit zu Deutschland) oder den Anschluss an Polen ab. In Hermanawolla stimmten 20 Einwohner für den Verbleib bei Ostpreußen, auf Polen entfielen keine Stimmen.
Am 30. September 1928 verlor Hermanawolla seine Eigenständigkeit und wurde in die Landgemeinde Lawken (1938 bis 1945 Lauken, polnisch Ławki) eingemeindet, und aus politisch-ideologischen Gründen der Vermeidung fremdländisch klingender Ortsnamen erfuhr Hermanawolla am 14. Oktober 1929 die Umbenennung in „Hermannshorst“.
In Kriegsfolge kam der Ort 1945 mit dem gesamten südlichen Ostpreußen zu Polen und heißt seither „Hermanowa Wola“. Er ist jetzt in das Schulzenamt (polnisch sołectwo) Ławki eingegliedert – als eine Ortschaft im Verbund der Stadt- und Landgemeinde Ryn (Rhein) im Powiat Giżycki (Kreis Lötzen), vor 1998 der Woiwodschaft Suwałki, seither der Woiwodschaft Ermland-Masuren zugeordnet.

## Religionen
Vor 1945 war Hermanawolla in die Evangelische Pfarrkirche Rhein in der Kirchenprovinz Ostpreußen der Kirche der Altpreußischen Union und in die katholische Pfarrkirche St. Adalbert in Sensburg (polnisch Mrągowo) im Bistum Ermland eingepfarrt.
Heute gehört Hermanowa Wola zur evangelischen Pfarrgemeinde in Ryn in der Diözese Masuren der Evangelisch-Augsburgischen Kirche in Polen bzw. zur katholischen Pfarrkirche Unbefleckte Empfängnis Mariä in Ryn im Bistum Ełk (Lyck) der Römisch-katholischen Kirche in Polen.

## Verkehr
Hermanowa Wola liegt an einer Nebenstraße, die von der Stadt Ryn aus in östlicher Richtung bis nach Stara Rudówka (Alt Rudowken, 1938 bis 1945 Hammerbruch) führt. Eine Bahnanbindung besteht nicht mehr, seit die Bahnstrecke Reimsdorf–Rhein der einstigen Rastenburger Kleinbahnen mit der Bahnstation in Rhein im Jahre 1971 endgültig außer Betrieb genommen wurde.